# Smerinthus jamaicensis
Smerinthus jamaicensis ist ein Schmetterling (Nachtfalter) aus der Familie der Schwärmer (Sphingidae).

## Merkmale

### Falter
Die Falter haben eine Vorderflügellänge von 21 bis 39 Millimetern. Sie haben die für Falter der Gattung Smerinthus klassische Färbung, können aber anhand der Musterung der Vorderflügel verhältnismäßig gut von den verwandten Arten unterschieden werden. Die Spitze der Vorderflügel trägt einen dunkelbraunen Halbmond, der innen weiß gerandet ist. Ein breiter, dunkelbrauner Wisch verläuft parallel zum Körper zwischen Postmedial- und Antemedialbinde. Ein blasser, heller Diskalstrich zeigt vertikal zum Vorderflügelvorderrand. Anhand dieser Musterungen ist die Art gut von Smerinthus cerisyi und Smerinthus saliceti zu unterscheiden.
Die Grundfarbe ist etwas variabel, wobei Falter aus dem Norden des Verbreitungsgebietes dazu neigen, dunkler gefärbt zu sein. Auch der blaue Augenfleck auf den Hinterflügeln kann unterschiedlich ausgebildet sein. Er kann in zwei oder drei Teile getrennt, oder auch ungeteilt sein.

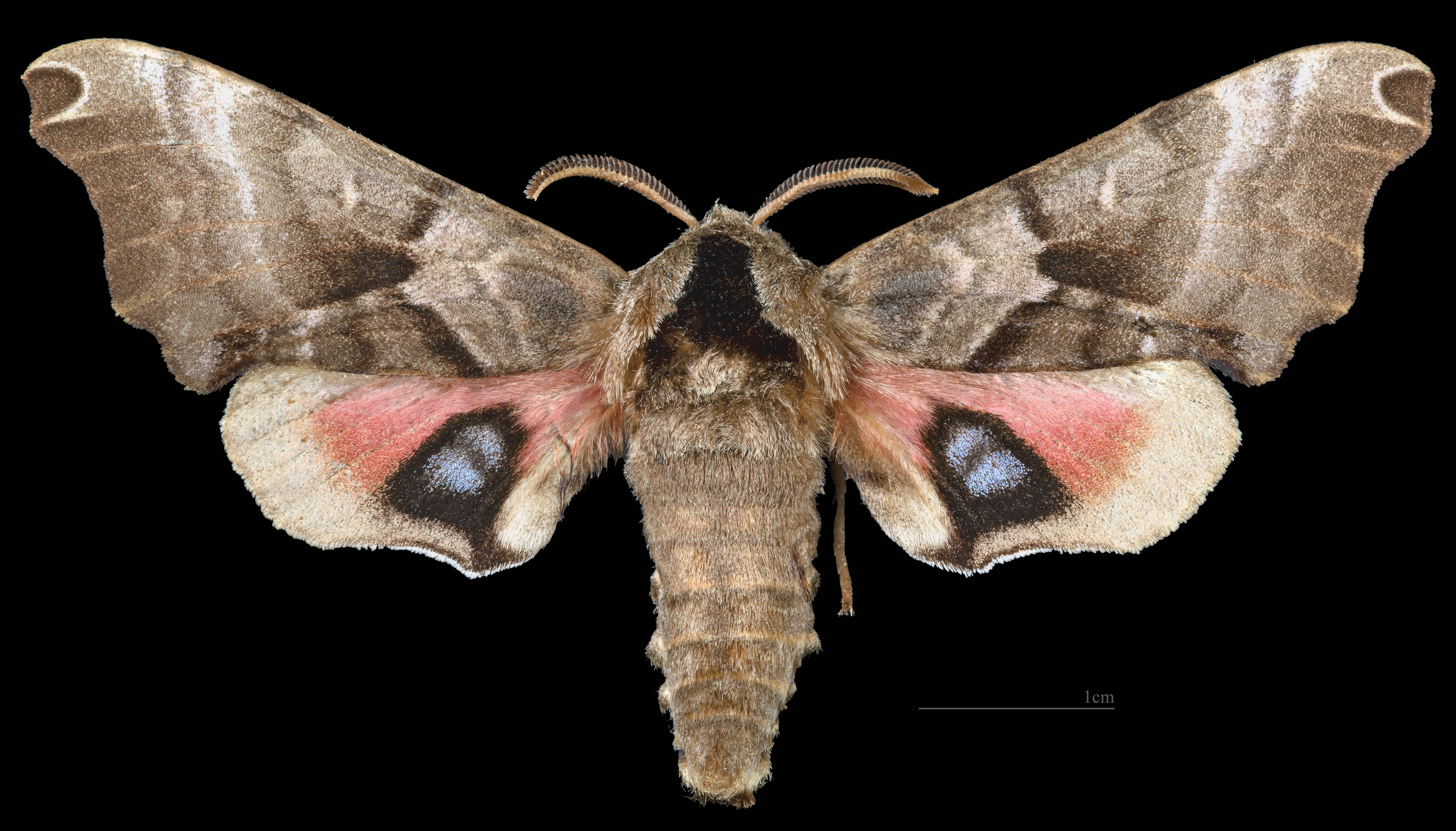
Smerinthus jamaicensis ♂
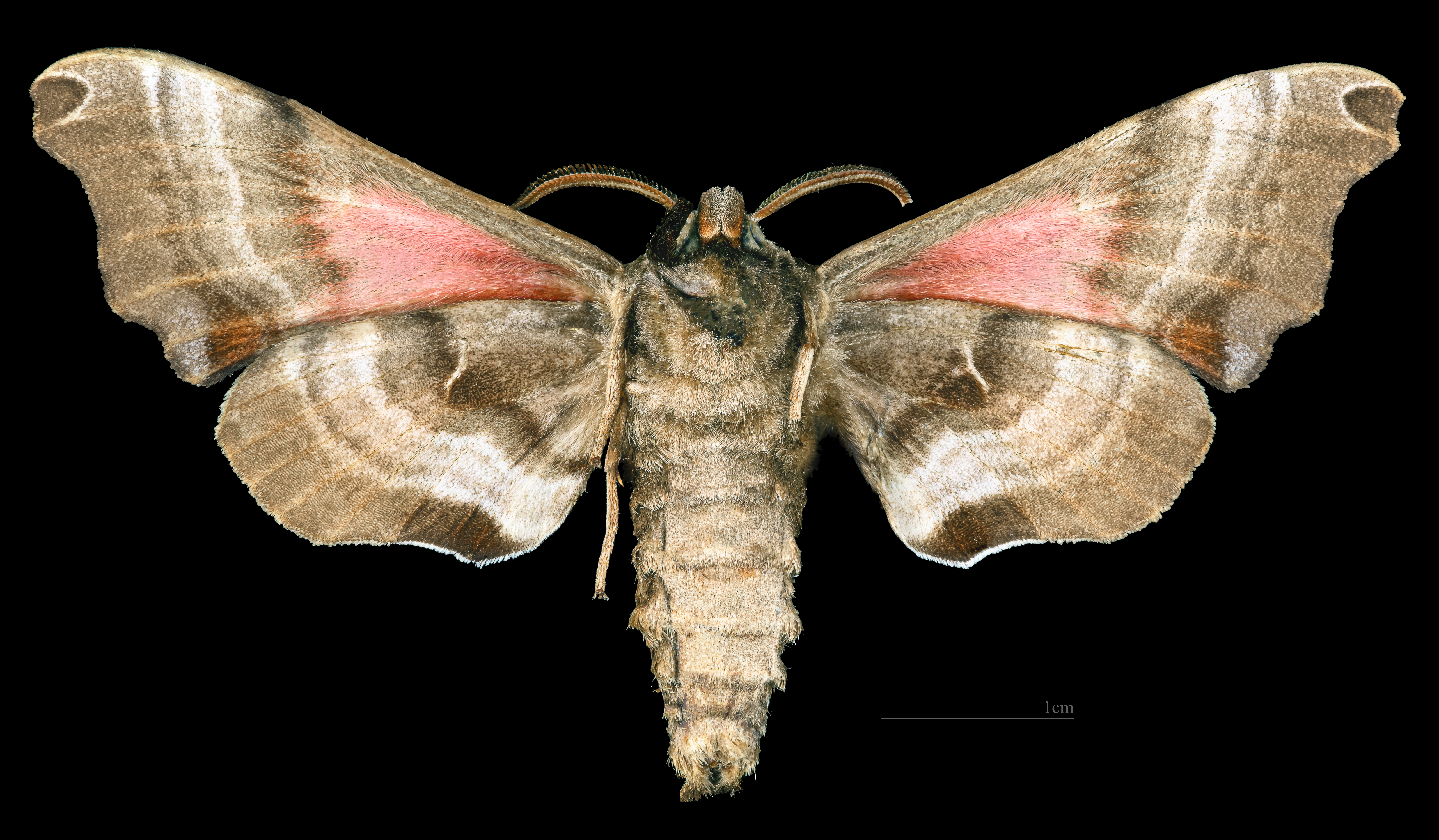
Smerinthus jamaicensis ♂  △
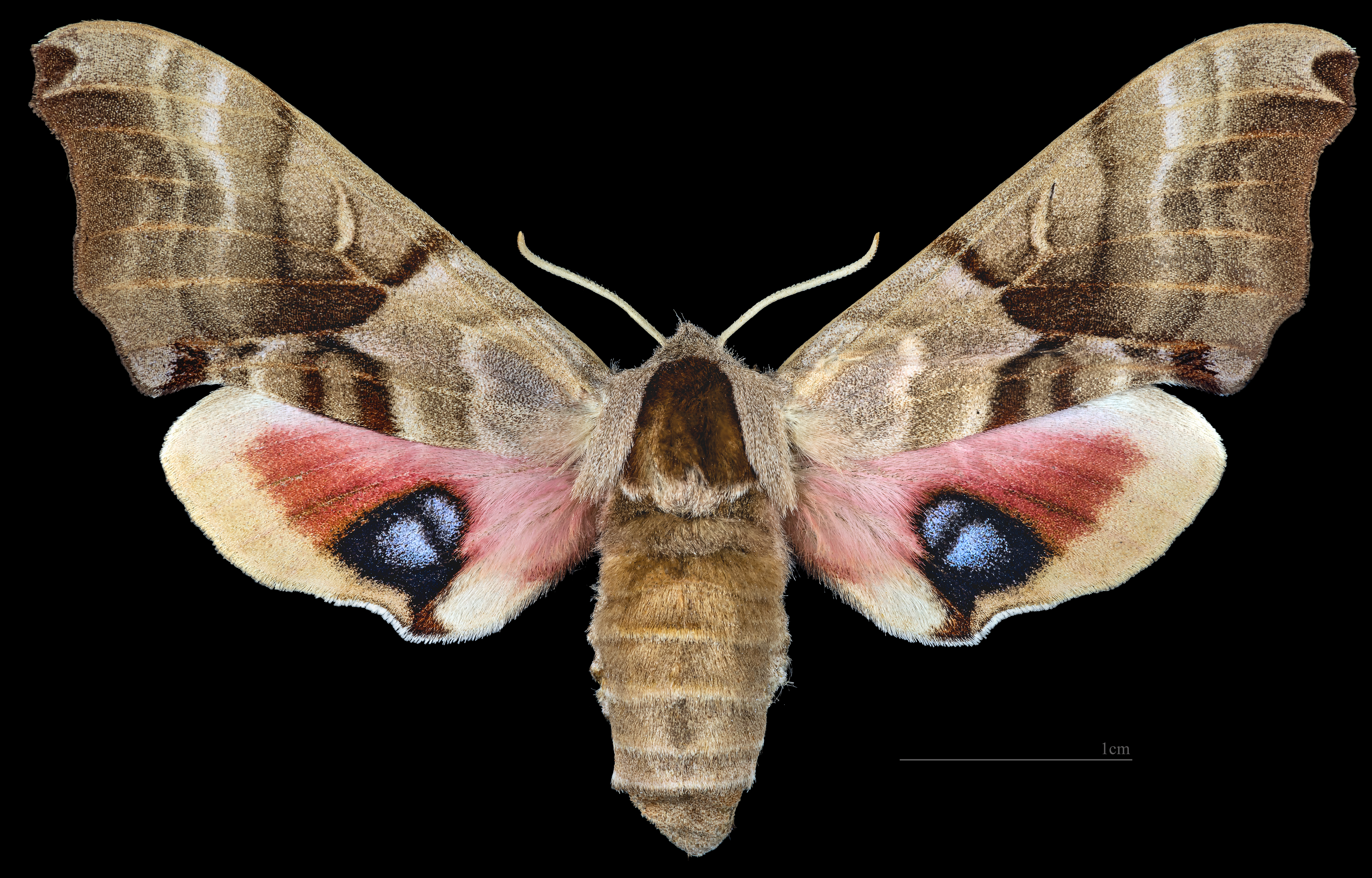
Smerinthus jamaicensis ♀ △
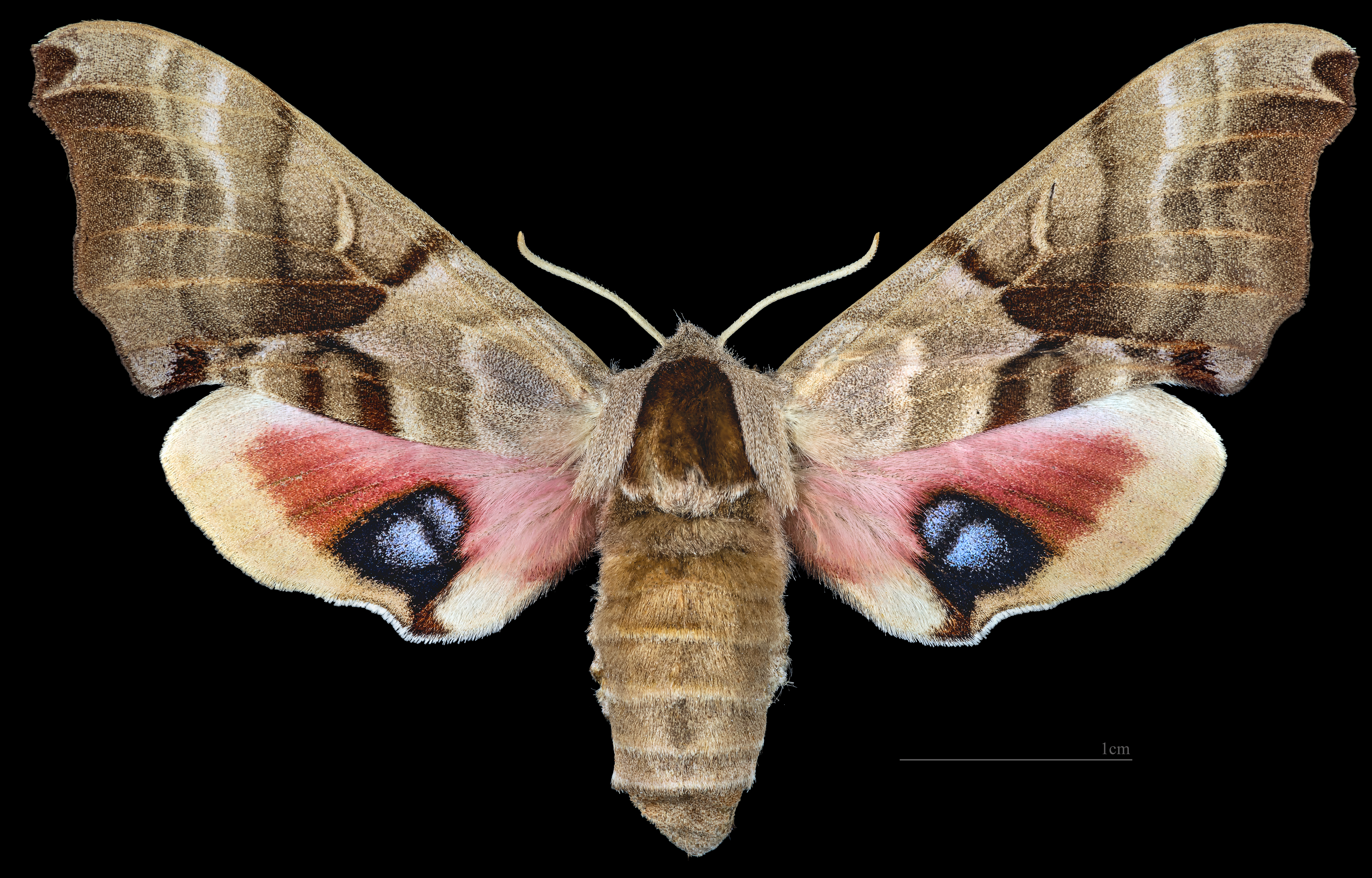
Smerinthus jamaicensis ♀

### Raupe
Die Raupen haben eine blaugrüne bis limettengrüne Grundfarbe. Ihr Körper ist stark weiß getüpfelt und sie tragen ein grob strukturiertes, meist blaues Analhorn. Am Gesicht haben die Tiere ein Paar gelbe Streifen und seitlich am Körper sechs weißliche Seitenstreifen. Die Seitenstreifen beginnen jeweils vorne an einem Segment, etwa auf Höhe der Stigmen und verlaufen dorsolateral bis zum Rücken des nächstfolgenden Segments. Der letzte Streifen, der zum Analhorn verläuft, ist kräftiger ausgebildet. Die Raupen sind in ihrer Färbung sehr variabel. Es gibt solche, die mit rötlichen Flecken bedeckt sind, wodurch Ähnlichkeit zu den Raupen der Gattung Paonias besteht. Bei manchen Individuen ist eine feine Subdorsallinie ausgebildet, die am Vorderrand des Thorax beginnt und bis über das zweite und dritte Hinterleibssegment verläuft.

### Puppe
Die Puppe ist kastanien- bis dunkelbraun gefärbt. Ihre Oberfläche ist ziemlich glatt und etwas glänzend. Der basal sehr breite Kremaster ist schwarz. Er ist sehr grob strukturiert, trägt kleine Dornen an den Rändern und endet in einer stumpfen Spitze.

## Vorkommen
Die Art ist die einzige ihrer Gattung, die im Südosten und großen Teilen der Great Plains in den Vereinigten Staaten vorkommt. Das Verbreitungsgebiet erstreckt sich nördlich über New England und die Großen Seen. Im Osten Kanadas ist die Art in den Provinzen an der Atlantikküste häufig und tritt nördlich bis zumindest nach Cartwright und Labrador City auf. Im Westen reicht das Verbreitungsgebiet über den Süden von Quebec nördlich zumindest bis in das zentrale Gebiet von Ontario, Manitoba und in weite Teile von Saskatchewan. In Alberta tritt die Art nördlich sogar bis Zama City und Fort Chipewyan, westlich bis Lower Post in British Columbia und Watson Lake in Yukon auf.
Die Tiere besiedeln überwiegend Laubwälder, man kann sie aber auch in Gebieten antreffen, die durch intensive Landwirtschaft charakterisiert sind. Dort besiedeln sie Mikrohabitate etwa entlang von Zäunen oder niedrige, feuchten Mulden mit Weidenbewuchs.

## Lebensweise
Die Imagines nehmen keine Nahrung auf. Ihre Flugaktivität beginnt frühestens nach Mitternacht. Sie fliegen im Sommer nachts gerne künstliche Lichtquellen an.

### Flug- und Raupenzeiten
Im Norden tritt die Art in einer Generation pro Jahr auf. Bei einer Untersuchung in Saskatchewan, 60 Meilen nördlich von Saskatoon, bei der Männchen mit Pheromonen angelockt wurden, konnten die Falter vom 23. Mai bis zum 23. Juli beobachtet werden. In Nova Scotia ist die Art vom 22. Mai bis 16. August nachgewiesen, wobei man davon ausgeht, dass dies ebenso nur eine Generation umfasst. Wie viele Generationen im Süden der Vereinigten Staaten ausgebildet werden, ist unklar. Die Falter treten dort von März bis Anfang August (Nord-Florida) auf. In Louisiana tritt die Art weitgehend über das ganze Jahr hindurch auf, überwiegend aber zwischen März und Oktober, mit dem Maximum im Juli und August.

### Nahrung der Raupen
Die meisten Raupennachweise stammen von Weidengewächsen (Salicaceae), besonders von Weiden (Salix). Gelegentlich findet man Raupen von Kanada, südlich bis Kansas auch an Ulmen (Ulmus). Es gibt zwar noch vereinzelte Nachweise an anderen Pflanzengattungen, die überwiegende Präferenz von Weidengewächsen ist jedoch evident.

## Entwicklung
Die Weibchen legen ihre Eier einzeln ab. Die daraus schlüpfenden Raupen sind Einzelgänger. Die Verpuppung erfolgt in einer flachen Kammer im Erdboden.

## Taxonomie und Systematik
Als Dru Drury die Art 1773 erstbeschrieb, tat er dies anhand eines Falters einer Farbvariante, bei der auf den Hinterflügeln ein ungeteilter blauer Augenfleck ausgebildet war. Überwiegend tritt Smerinthus jamaicensis allerdings mit einem geteilten blauen Augenfleck auf, wobei diese „Form“ zunächst durch Say 1824 als Forma geminatus beschrieben wurde und auf Grund ihrer Häufigkeit dieser Name auch gebräuchlicher wurde. Forbes betrachtete die von Drury ursprünglich erstbeschriebene Form 1948 schließlich sogar als natürlich auftretenden Hybriden. Erst 1971 stellte Hodges fest, dass es sich bei den beiden um Formen derselben Art handelte, wodurch sich der Name jamaicensis zunehmend etablierte.
Das Artepitheton jamaicensis leitet sich vom Fundort Drurys in „Jamaica“ ab, wobei erst Rothschield & Jordan 1903 zur Erkenntnis gelangten, dass es sich dabei um Jamaica (New York City) handeln müsse, zumal die Art auf den Antillen nicht auftritt.

## Belege